# Pluherlin
Pluherlin é uma comuna francesa na região administrativa da Bretanha, no departamento Morbihan. Estende-se por uma área de 35,21 km². Em 2010 a comuna tinha 1 556 habitantes (densidade: 44,2 hab./km²).